# 顾里木图街道
顾里木图街道，是中华人民共和国新疆维吾尔自治区博尔塔拉蒙古自治州博乐市下辖的一个乡镇级行政单位。

## 行政区划
顾里木图街道下辖以下地区：
友谊社区、文化社区、前进社区和向阳社区。